# Le Teil
Pour les articles homonymes, voir Teil.
Le Teil parfois dit Le Teil d'Ardèche, est une commune française, située dans le département de l'Ardèche en région Auvergne-Rhône-Alpes, dans l'ancienne région historique du Vivarais.

## Géographie

### Localisation
Porte d'entrée de l'Ardèche méridionale, Le Teil est une plaque tournante pour le tourisme mais aussi un pôle commercial et économique important. La ville du Teil est située au bord du Rhône dans le Sud de l'Ardèche.

### Hydrographie
La partie orientale du territoire communal est bordée par le Rhône.

### Climat
Pour des articles plus généraux, voir Climat d'Auvergne-Rhône-Alpes et Climat de l'Ardèche.
En 2010, le climat de la commune est de type climat méditerranéen franc, selon une étude du CNRS s'appuyant sur une série de données couvrant la période 1971-2000. En 2020, Météo-France publie une typologie des climats de la France métropolitaine dans laquelle la commune est exposée à un climat méditerranéen et est dans la région climatique Provence, Languedoc-Roussillon, caractérisée par une pluviométrie faible en été, un très bon ensoleillement (2 600 h/an), un été chaud (21,5 °C), un air très sec en été, sec en toutes saisons, des vents forts (fréquence de 40 à 50 % de vents > 5 m/s) et peu de brouillards.
Pour la période 1971-2000, la température annuelle moyenne est de 13,3 °C, avec une amplitude thermique annuelle de 18 °C. Le cumul annuel moyen de précipitations est de 915 mm, avec 6,5 jours de précipitations en janvier et 3,8 jours en juillet. Pour la période 1991-2020, la température moyenne annuelle observée sur la station météorologique de Météo-France la plus proche, sur la commune de Montélimar à 6 km à vol d'oiseau, est de 14,2 °C et le cumul annuel moyen de précipitations est de 919,5 mm,. Pour l'avenir, les paramètres climatiques de la commune estimés pour 2050 selon différents scénarios d'émission de gaz à effet de serre sont consultables sur un site dédié publié par Météo-France en novembre 2022.
| Mois                                  | jan.             | fév.            | mars            | avril           | mai             | juin           | jui.           | août           | sep.            | oct.            | nov.            | déc.             | année      |
| ------------------------------------- | ---------------- | --------------- | --------------- | --------------- | --------------- | -------------- | -------------- | -------------- | --------------- | --------------- | --------------- | ---------------- | ---------- |
| Température minimale moyenne (°C)     | 2,6              | 2,7             | 5,3             | 7,8             | 11,6            | 15,4           | 17,6           | 17,4           | 13,9            | 10,7            | 6,3             | 3,4              | 9,6        |
| Température moyenne (°C)              | 5,7              | 6,6             | 10,2            | 13,1            | 17,1            | 21,1           | 23,7           | 23,5           | 19,2            | 14,8            | 9,5             | 6,2              | 14,2       |
| Température maximale moyenne (°C)     | 8,8              | 10,5            | 15,1            | 18,3            | 22,5            | 26,9           | 29,8           | 29,6           | 24,4            | 18,9            | 12,8            | 9,1              | 18,9       |
| Record de froid (°C) date du record   | −14,4 05.01.1971 | −17 23.02.1948  | −7,4 02.03.05   | −3,1 06.04.1970 | −1,8 02.05.1938 | 3,5 03.06.1926 | 7,5 06.07.1954 | 5,6 21.08.1924 | 0,5 25.09.1928  | −1,6 30.10.1932 | −10 12.11.1921  | −17,2 22.12.1938 | −17,2 1938 |
| Record de chaleur (°C) date du record | 19,3 10.01.15    | 22,4 23.02.1990 | 26,4 25.03.1994 | 30,6 23.04.1924 | 34 21.05.22     | 40,3 27.06.19  | 40 23.07.1929  | 41,1 13.08.03  | 36,2 09.09.1966 | 30,6 09.10.23   | 26,4 02.11.1924 | 19,9 04.12.1961  | 41,1 2003  |
| Ensoleillement (h)                    | 1 066            | 1 358           | 1 999           | 2 187           | 2 602           | 2 997          | 3 304          | 2 986          | 2 312           | 1 559           | 1 097           | 945              | 24 411     |
| Précipitations (mm)                   | 68,7             | 42,5            | 49              | 74,4            | 77,7            | 56,5           | 55,1           | 56,3           | 115,9           | 133             | 128,7           | 61,7             | 919,5      |

## Urbanisme

### Typologie
Au 1er janvier 2024, Le Teil est catégorisée ceinture urbaine, selon la nouvelle grille communale de densité à 7 niveaux définie par l'Insee en 2022.
Elle appartient à l'unité urbaine de Montélimar, une agglomération inter-départementale dont elle est une commune de la banlieue,. Par ailleurs la commune fait partie de l'aire d'attraction de Montélimar, dont elle est une commune de la couronne,. Cette aire, qui regroupe 45 communes, est catégorisée dans les aires de 50 000 à moins de 200 000 habitants,.

### Occupation des sols
L'occupation des sols de la commune, telle qu'elle ressort de la base de données européenne d’occupation biophysique des sols Corine Land Cover (CLC), est marquée par l'importance des forêts et milieux semi-naturels (57,8 % en 2018), en diminution par rapport à 1990 (59,9 %). La répartition détaillée en 2018 est la suivante : forêts (56,8 %), zones agricoles hétérogènes (18,4 %), zones urbanisées (13,8 %), mines, décharges et chantiers (3,1 %), prairies (3,1 %), zones industrielles ou commerciales et réseaux de communication (2 %), eaux continentales (1,9 %), milieux à végétation arbustive et/ou herbacée (1 %).
L'évolution de l’occupation des sols de la commune et de ses infrastructures peut être observée sur les différentes représentations cartographiques du territoire : la carte de Cassini (XVIIIe siècle), la carte d'état-major (1820-1866) et les cartes ou photos aériennes de l'IGN pour la période actuelle (1950 à aujourd'hui).

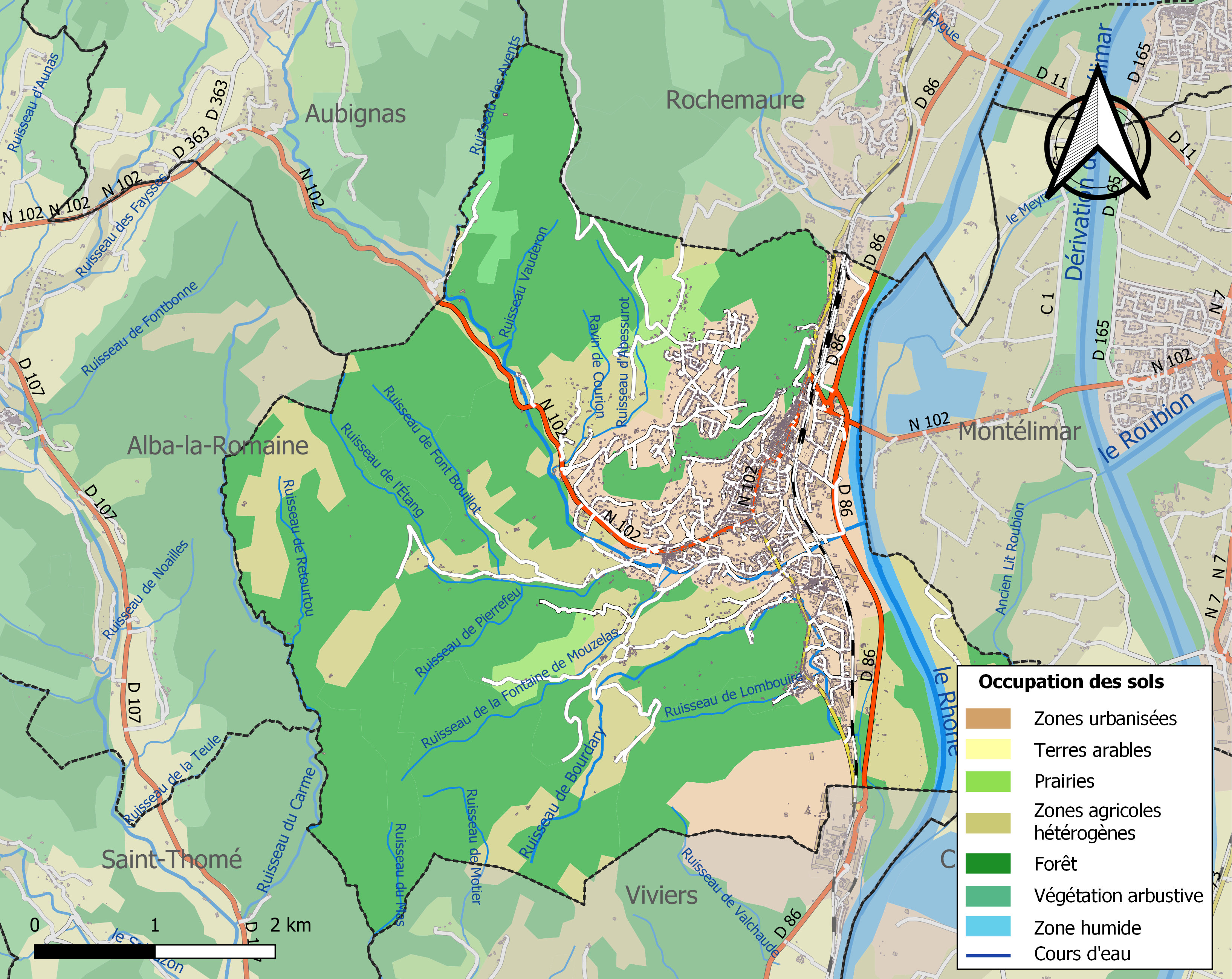
Carte des infrastructures et de l'occupation des sols de la commune en 2018 (CLC).

### Voies de communication et transports
La ville du Teil est traversée par deux axes routiers majeurs : la route nationale 102, qui relie Montélimar au Puy-en-Velay, et l'ancienne route nationale 86 désormais déclassée en départementale, qui relie Lyon à Nîmes. Elle est également située à une relative proximité avec l'autoroute A7, entre les sorties de Montélimar-Nord (no 17, à 18 km) et de Montélimar-Sud (no 18, à 14 km).
Un pont routier de 315 mètres de long, dont la conception remonte à 1928, traverse le Rhône. Ce pont, achevé pour la première fois en 1931, a été détruit et reconstruit deux fois à l'identique : détruit une première fois en 1940 par les forces alliées, il fut reconstruit en 1943, avant d'être de nouveau détruit en 1944 à la suite de bombardements. Ce n'est qu'en 1950 que le pont fut définitivement reconstruit.
La ligne ferroviaire Givors-Grezan, dite de la rive droite du Rhône, traverse également la ville avec une gare, la gare du Teil, mais cette dernière n'assure plus le trafic de voyageurs depuis 1973 et ce malgré de nombreux projets de réouverture. Le trafic ferroviaire se reporte donc de l'autre côté du fleuve, à la gare de Montélimar. Cependant, lors de périodes de travaux sur la rive gauche dans le secteur de Montélimar, le trafic de voyageurs est parfois dévié sur la rive droite, avec un arrêt en gare du Teil et des navettes. Ce trafic reste exceptionnel et la ville voit essentiellement transiter des trains de fret. Une autre ligne desservait la ville, la ligne du Teil à Alès, qui a connu un trafic de voyageurs de 1876 à 1969. Le trafic de marchandises sur cette ligne a été interrompu en 1988.
Pour compenser l'absence de trafic ferroviaire, de nombreux bus départementaux et régionaux desservent la ville du Teil, à destination de Valence, Aubenas, Montélimar, Pierrelatte, Le Pouzin ou Privas.

### Risques naturels et technologiques
La ville du Teil se situe entre deux centrales nucléaires, celle de Cruas, distante de 12 km au nord, et celle du Tricastin, à 30 km au sud. Elle est donc fortement concernée par un risque majeur de catastrophe nucléaire sur l'un de ces deux sites. Une carrière et usine de ciment, appartenant au groupe Lafarge, est également située au sud de la commune.
Située au bord du Rhône, elle est susceptible de subir des inondations avec le fleuve en crue, même si ce risque est atténué par le canal de dérivation de Montélimar construit dans les années 1950. Elle fait partie du territoire à risques importants d'inondation de Montélimar, arrêté en 2012 et 2016. Deux plans de prévention des risques naturels (PPRN) ont été élaborés concernant cet aléa : un plan des surfaces submersibles pour le fleuve Rhône en aval du département, approuvé le 8 janvier 1979, et un PPRN pour la commune, prescrit en 2010 et approuvé le 14 août 2018.
Elle est également concernée par le risque mouvement de terrain. De nombreux glissements de terrain se sont produits dans la commune et un plan de prévention des risques pour cet aléa a été prescrit en 2006 et approuvé en 2013.
L'ensemble du territoire de la commune du Teil est situé en zone de sismicité no 3, dite « modérée » (sur une échelle de 1 à 5), comme la plupart des communes situées dans la vallée du Rhône, mais non loin de la limite orientale de la zone no 2, dite « faible » qui correspond au plateau ardéchois.
| Type de zone | Niveau            | Définitions (bâtiment à risque normal) |
| ------------ | ----------------- | -------------------------------------- |
| Zone 3       | Sismicité modérée | accélération = 1,1 m/s2                |

#### Séisme de 2019
Le 11 novembre 2019, un séisme de magnitude 5,4, dont l'épicentre est localisé en Ardèche, est ressenti à 11 h 52. Ce séisme s'est produit sur une faille sismique non répertoriée. Ressenti de Lyon à Montpellier, c'est le tremblement de terre le plus puissant survenu dans la région depuis cinquante ans et en France depuis celui de Saint-Dié-des-Vosges dans les Vosges en 2003. Quatre personnes sont blessées (dont une gravement, tombée de son échafaudage à Montélimar) sans provoquer de dégâts majeurs bien qu'une centaine de maisons soit affectée au Teil,. Les principaux quartiers touchés étant ceux de La Rouvière et de Mélas avec son église, classée aux monuments historiques français depuis 1875.
Deux répliques ont suivi, le 13 novembre, avec une magnitude de 2,2 et le 23 novembre à 23 h 14 (magnitude : 2,8).

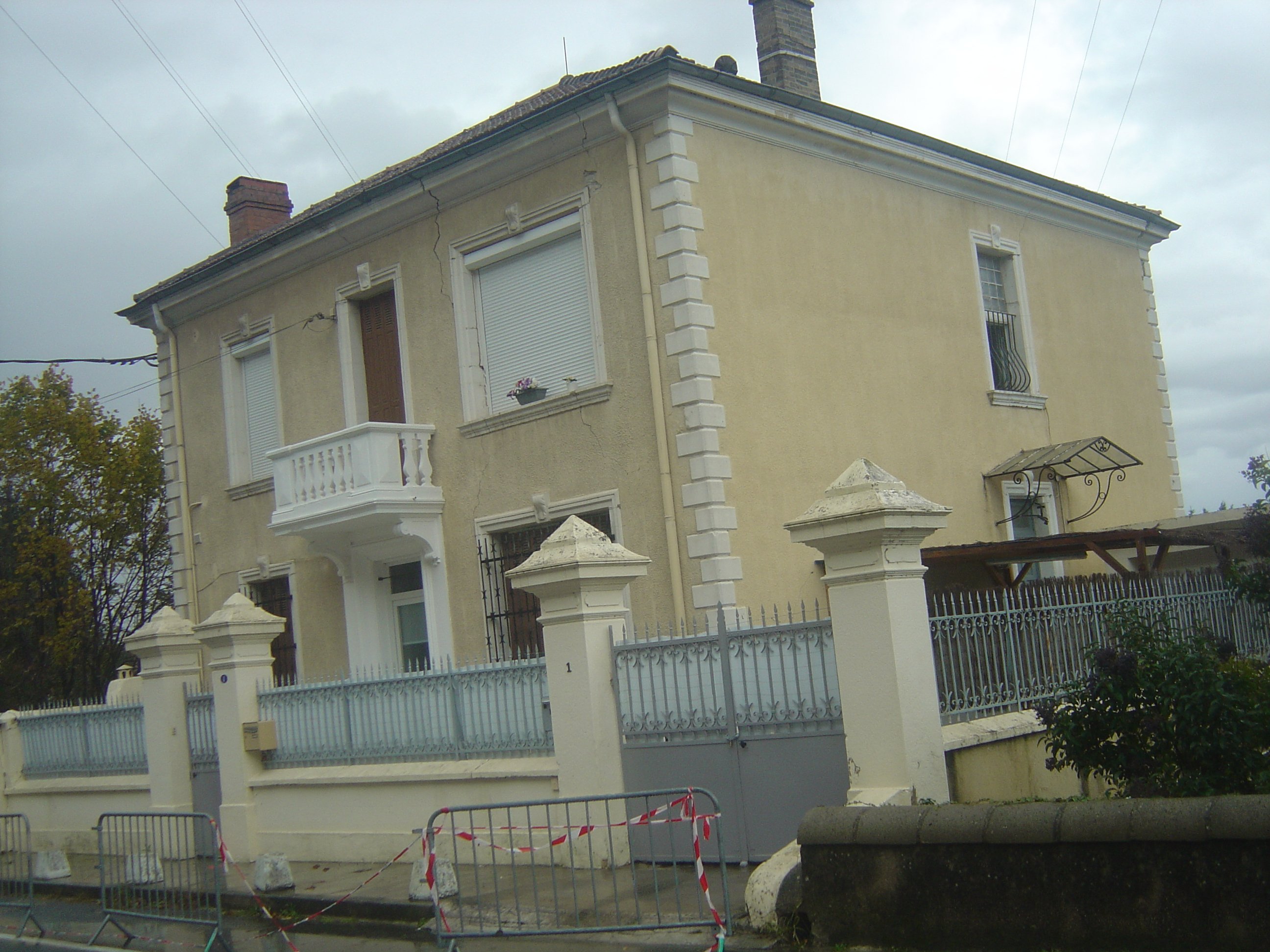
Maison fissurée sur l’avenue Paul Langevin.
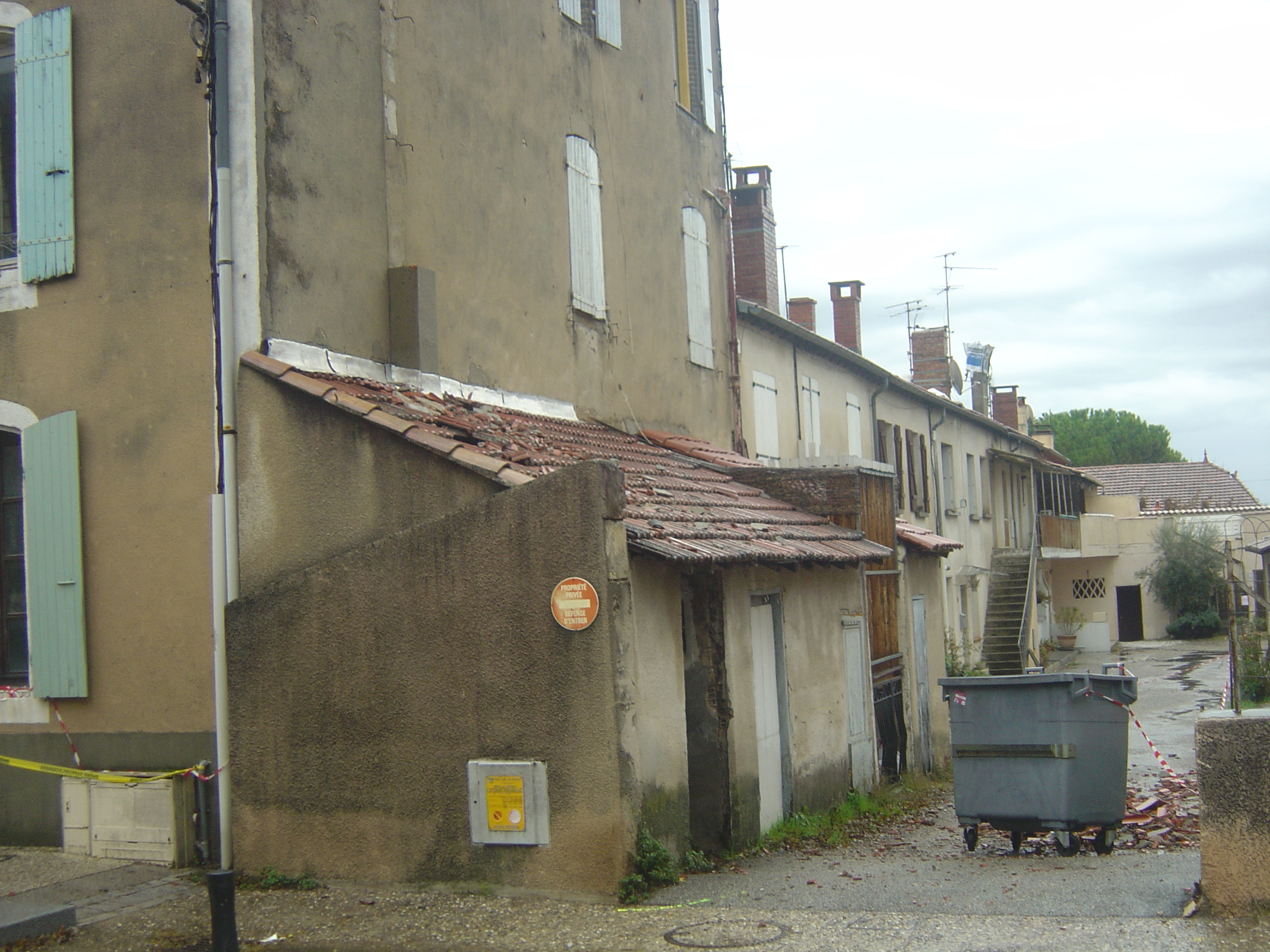
Toit détruit sur le boulevard Jean Jaurès.
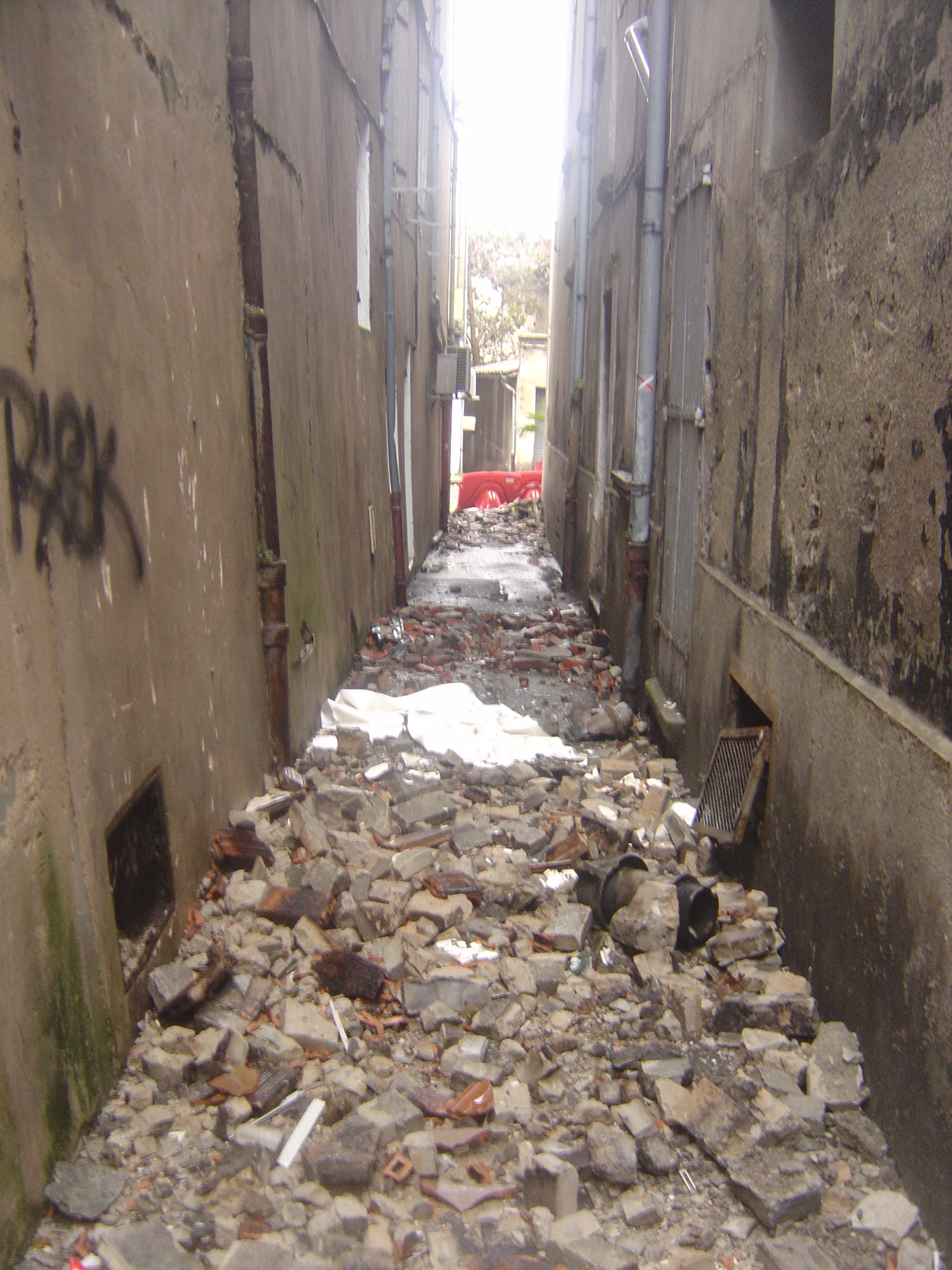
Éboulement dans la rue Denfert, proche du centre-ville.
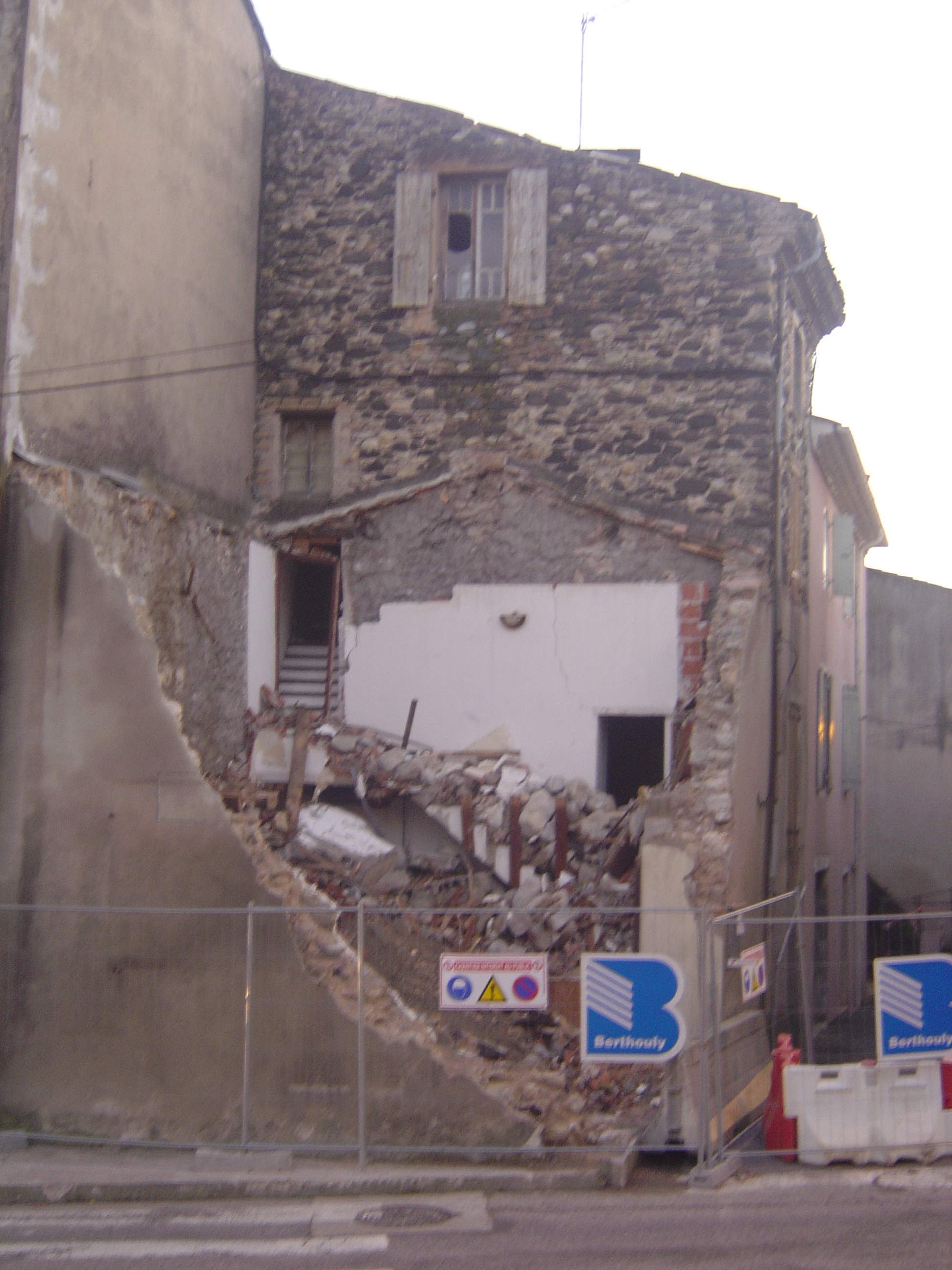
Maison partiellement détruite sur l’avenue Vaillant Couturier, à côté de l’église Saint-Étienne de Mélas.
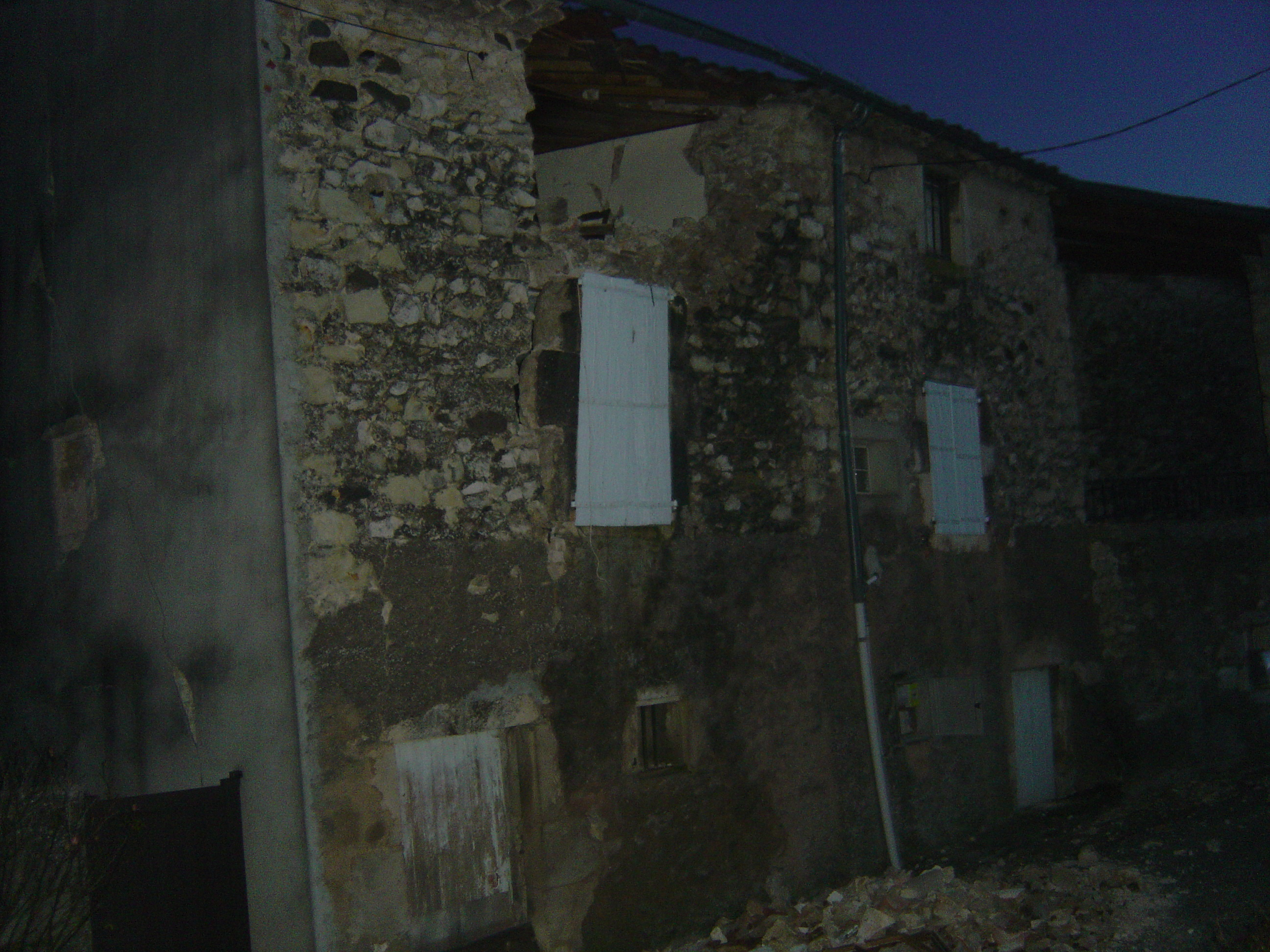
Éboulement dans le lieu-dit « La Rouvière ».

## Toponymie
Attestée sous la forme Tilium en 1248.

### Différents noms en langues régionales
En occitan vivaro-alpin / provençal septentrional : Lo Telh en graphie classique de l'occitan, Lou Teil en graphie mistralienne, Lou Telh en graphie bonnaudienne, Lou Teil en graphie francisée locale dite cévenolienne.

### Étymologie
En occitan, lo telh signifie littéralement « le tilleul ».

## Histoire
La gare du Teil possédait un important dépôt PLM puis SNCF. Du fait de sa situation géographique, à 150 km de Lyon et 110 km Nîmes, le dépôt du Teil permettait sur son axe nord-sud de soulager la rive gauche du Rhône. Outre sa vocation marchandises et son rôle de dépôt-relais, il était chargé des dessertes voyageurs locales mais également de tout le service sur les lignes ardéchoises, se greffant ainsi sur l'artère Lyon - Nîmes et plus particulièrement les antennes du Pouzin à Privas, Le Teil à Lalevade-d'Ardèche de leurs embranchements de Vogüé à Alès (via Robiac-Rochessadoule) et Saint-Sernin à Largentière.

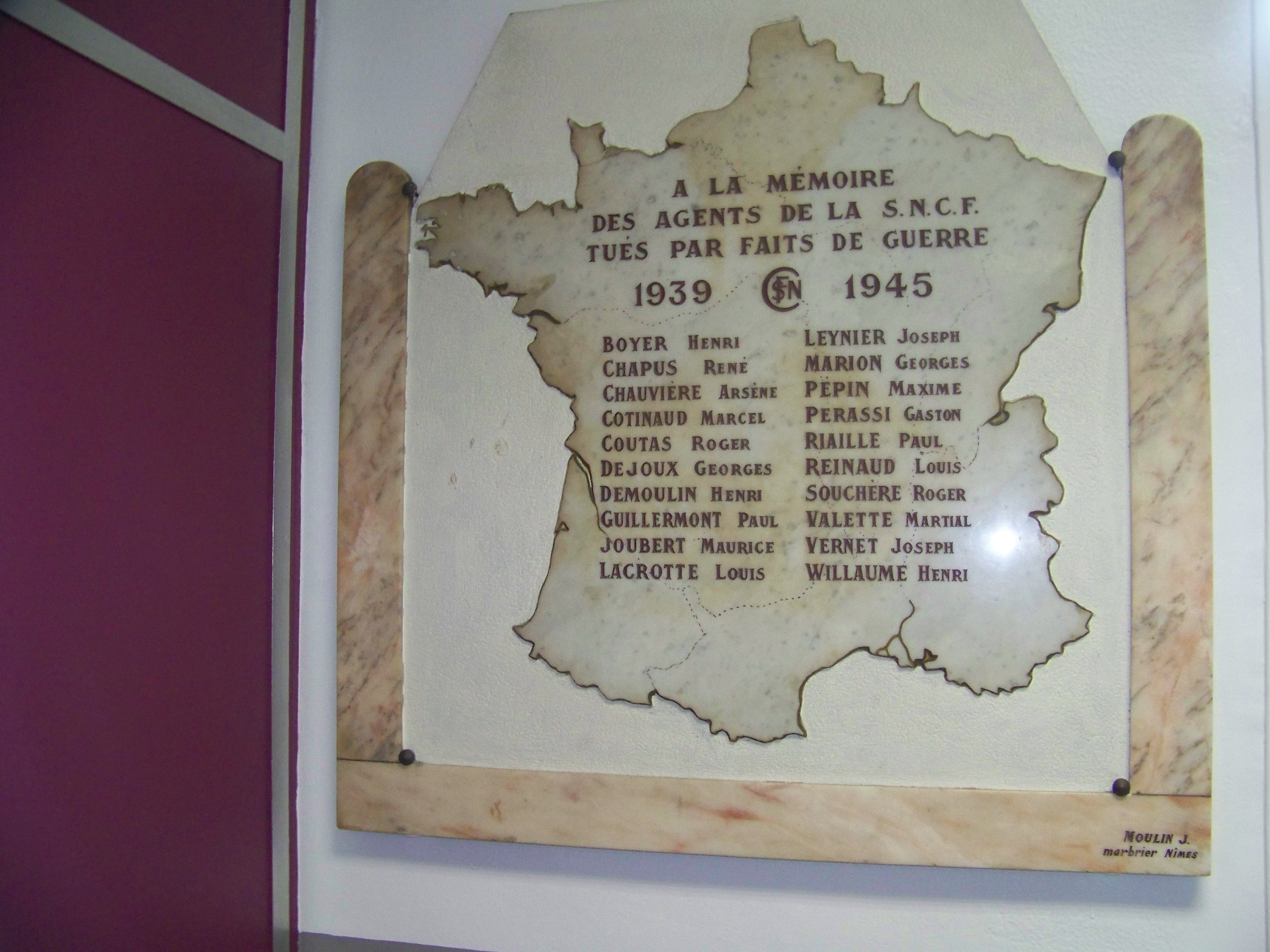
Plaque commémorative des cheminots morts pour la France en gare du Teil.

Le Teil fut concernée par la bataille de Montélimar. La ville abrite le musée de la Résistance de l'Ardèche.

### Héraldique
| Blason du Teil | Les armes du Teil se blasonnent ainsi : D'or au tilleul de sinople, au chef d'azur chargé d'une fleur de lys du champ accostée de deux étoiles du même. |

## Politique et administration

### Tendances politiques et résultats

#### Récapitulatif de résultats électoraux récents
| Européennes 2014    |  | FN  | 32,85 |  | UG   | 17,32 |  | UMP  | 12,24 |           | VEC       | 12,56     | Tour unique    | Tour unique    | Tour unique    | Tour unique    | Tour unique    | Tour unique    | Tour unique    | Tour unique    | Tour unique    |
| Régionales 2015     |  | FN  | 35,52 |  | UG   | 30,27 |  | UD   | 16,37 |           | COM       | 8,26      |                | UG             | 43,11          |                | FN             | 33,95          |                | UD             | 22,94          |
| Présidentielle 2017 |  | FN  | 32,59 |  | LFI  | 23,55 |  | EM   | 18,13 |           | LR        | 11,42     |                | EM             | 51,77          |                | FN             | 48,23          | Pas de 3e      | Pas de 3e      | Pas de 3e      |
| Législatives 2017   |  | FN  | 21,30 |  | EM   | 20,69 |  | SOC  | 19,36 |           | LFI       | 13,85     |                | SOC            | 61,43          |                | EM             | 38,57          | Pas de 3e      | Pas de 3e      | Pas de 3e      |
| Européennes 2019    |  | RN  | 33,33 |  | LREM | 13,68 |  | EELV | 10,46 |           | LFI       | 8,35      | Tour unique    | Tour unique    | Tour unique    | Tour unique    | Tour unique    | Tour unique    | Tour unique    | Tour unique    | Tour unique    |
| Municipales 2020    |  | DVG | 64,10 |  | RN   | 21,58 |  | DIV  | 14,31 | Pas de 4e | Pas de 4e | Pas de 4e | Pas de 2e tour | Pas de 2e tour | Pas de 2e tour | Pas de 2e tour | Pas de 2e tour | Pas de 2e tour | Pas de 2e tour | Pas de 2e tour | Pas de 2e tour |
| Présidentielle 2022 |  | RN  | 32,09 |  | LFI  | 24,04 |  | LREM | 16,72 |           | RES       | 7,95      |                | RN             | 57,19          |                | LREM           | 42,81          | Pas de 3e      | Pas de 3e      | Pas de 3e      |
| Législatives 2022   |  | NUP | 34,19 |  | RN   | 32,82 |  | ENS  | 16,66 |           | DVD       | 4,96      |                | NUP            | 54,06          |                | RN             | 45,94          | Pas de 3e      | Pas de 3e      | Pas de 3e      |
| Européennes 2024    |  | RN  | 43,51 |  | PS   | 11,87 |  | LFI  | 10,69 |           | ENS       | 8,93      | Tour unique    | Tour unique    | Tour unique    | Tour unique    | Tour unique    | Tour unique    | Tour unique    | Tour unique    | Tour unique    |

### Liste des maires
| Période                                  | Période              | Identité          | Étiquette     | Qualité |
| ---------------------------------------- | -------------------- | ----------------- | ------------- | --- |
| Les données manquantes sont à compléter. |                      |                   |               | |
| août 1944                                | 1954 (démission)     | Joseph Thibon     | PCF           | Retraité SNCF Président du Comité de Libération |
| 1954                                     | 21 mars 1965         | René Montérémal   | PCF           | Instituteur |
| 21 mars 1965                             | 31 mars 1976 (décès) | Paul Avon         | SFIO puis DVG | Instituteur Conseiller général de 1949 à 1976 |
| 17 mai 1976                              | 18 mars 1983         | Étienne Bénistant | DVD puis UDF  | Gérant d'imprimerie |
| 18 mars 1983                             | 24 mars 2001         | Robert Chapuis    | PS            | Professeur Député (1981-1993) Secrétaire d'État au ministère de l'Éducation Nationale (1988-1991)                                                                      |
| 24 mars 2001                             | 15 mars 2008         | Christian Lavis   | UDF puis UMP  | Commerçant Président de la communauté de communes Rhône Helvie |
| 15 mars 2008                             | En cours             | Olivier Pévérelli | PS            | Chargé d'affaires Conseiller général puis départemental depuis 2004, député suppléant d'Hervé Saulignac depuis 2017 Président de l'association des maires de l'Ardèche |

### Jumelages
Le Teil est jumelée avec :
- Raunheim (Allemagne) depuis 1973 ;
- Trofarello (Italie) depuis 1972.

## Population et société

### Démographie
L'évolution du nombre d'habitants est connue à travers les recensements de la population effectués dans la commune depuis 1793. Pour les communes de moins de 10 000 habitants, une enquête de recensement portant sur toute la population est réalisée tous les cinq ans, les populations de référence des années intermédiaires étant quant à elles estimées par interpolation ou extrapolation. Pour la commune, le premier recensement exhaustif entrant dans le cadre du nouveau dispositif a été réalisé en 2008.

En 2022, la commune comptait 8 812 habitants, en évolution de +2,98 % par rapport à 2016 (Ardèche : +2,48 %, France hors Mayotte : +2,11 %).
| 1793  | 1800  | 1806  | 1821  | 1831  | 1836  | 1841  | 1846  | 1851  |
| ----- | ----- | ----- | ----- | ----- | ----- | ----- | ----- | ----- |
| 1 200 | 1 253 | 1 664 | 1 692 | 2 090 | 2 213 | 2 394 | 2 397 | 2 439 |

| 1856  | 1861  | 1866  | 1872  | 1876  | 1881  | 1886  | 1891  | 1896  |
| ----- | ----- | ----- | ----- | ----- | ----- | ----- | ----- | ----- |
| 2 382 | 2 477 | 2 538 | 2 604 | 3 156 | 4 552 | 4 490 | 4 831 | 4 940 |

| 1901  | 1906  | 1911  | 1921  | 1926  | 1931  | 1936  | 1946  | 1954  |
| ----- | ----- | ----- | ----- | ----- | ----- | ----- | ----- | ----- |
| 5 582 | 5 785 | 6 091 | 6 786 | 7 310 | 8 520 | 8 029 | 8 043 | 8 071 |

| 1962  | 1968  | 1975  | 1982  | 1990  | 1999  | 2006  | 2008  | 2013  |
| ----- | ----- | ----- | ----- | ----- | ----- | ----- | ----- | ----- |
| 8 236 | 8 588 | 8 143 | 8 089 | 7 779 | 7 999 | 7 953 | 7 929 | 8 292 |

| 2018  | 2022  | - | - | - | - | - | - | - |
| ----- | ----- | - | - | - | - | - | - | - |
| 8 796 | 8 812 | - | - | - | - | - | - | - |

### Enseignement
La commune est rattachée à l'académie de Grenoble.

### Manifestations culturelles et festivités
- Marché « provençal » le jeudi matin ;
- Marché d'agriculteurs et de traiteurs sous la marque commerciale « Marchés des Producteurs de Pays » le vendredi de 17 h à 20 h. De mai à octobre.
- Cinéma Regain, classé art et essai.

### Sports
Le RCT (Rugby Club Teillois) est l'un des clubs sportifs de la ville évoluant en Fédérale 3[Quand ?]. Il a été créé en 1905.
Ses premiers pas de rugbyman, l'international Marco Tauleigne les a faits au club où son père, Michel, était éducateur dans les équipes de jeunes.
La commune compte plusieurs infrastructures sportives :
- le stade municipal Emile-Deidier (football, rugby, basket-ball et handball) ;
- le stade La Violette (football et rugby) ;
- le stade Paul-Guillermont, dans le quartier de Mélas (football) ;
- le stade Étienne-Plan (rugby) ;
- ainsi que trois gymnases (Marcel-Chamontin, Pierre-de-Coubertin et Le Frayol).

Le Teil a également été ville de départ de la 6e étape du Tour de France 2020, le 3 septembre.

### Médias

#### Internet
En 2014, la commune du Teil a été récompensée par le label « Ville Internet @@@ ».

#### Presse écrite
La commune est située dans la zone de distribution de deux organes de la presse écrite :
- L'Hebdo de l'Ardèche

Il s'agit d'un journal hebdomadaire français basé à Valence et couvrant l'actualité de tout le département de l'Ardèche.
- Le Dauphiné libéré

Il s'agit d'un journal quotidien de la presse écrite française régionale distribué dans la plupart des départements de l'ancienne région Rhône-Alpes, notamment l'Ardèche. La commune est située dans la zone d'édition de Privas.

### Cultes

#### Culte catholique
La communauté catholique ainsi que les deux église du Teil (propriété de la commune) dépendent de la paroisse Charles-de-Foucauld - Viviers / Le Teil dont le siège est situé à Viviers qui est également le siège de l'évêché.

## Économie
Le Teil était une commune principalement agricole : depuis l'Antiquité la culture principale est celle de la vigne et l'excédent était vendu aux régions avoisinantes. Plus tard on cultiva le chanvre qui permettait de fabriquer des vêtements. Pour cela on le teillait d'où peut-être l'origine du nom de la ville. Enfin on cultive les céréales, blé, orge, etc. De nos jours Le Teil comporte une usine de cartonnage (Cartonnage Girard).

## Culture locale et patrimoine

### Lieux et monuments
- Fondé en 1992, le « Musée de la résistance et de la déportation en Ardèche » propose une exposition permanente retraçant le déroulement des événements de la Seconde Guerre mondiale en s'attardant plus particulièrement sur les problématiques de la Résistance dans la région ardéchoise ainsi que sur la déportation.
- Table d'orientation avec vue sur la vallée du Rhône.
- Vieilles rues (grenier à sel) et vieux immeubles.
- Patrimoine industriel (importante carrière à ciment).
- Borne milliaire de Mélas, classée aux Monuments historiques en 1932[57].

#### Patrimoine religieux
La commune compte plusieurs édifices catholiques :
- l'église Notre-Dame-de-l'Assomption de style néo-roman au centre-ville. Elle a été consacrée en 1897[59] et financée en partie par la famille Lafarge. L’édifice fait l’objet d’une fiche sur l’Inventaire général du patrimoine culturel[60]. Elle a été sévèrement endommagée par le séisme du 11 novembre 2019[61] et, afin de garantir la sécurité des habitants, son clocher a été démonté[62]. Elle va être détruite et reconstruite sur le même emplacement[63] ;
- l'église Saint-Étienne de Mélas, XIe et XIIe siècles, classée monument historique en 1868. De style roman vivarois, elle comporte une nef unique, une chapelle nord du XIe siècle et une très ancienne chapelle octogonale du IXe siècle. Elle a été endommagée par le séisme du 11 novembre 2019 et fait l'objet d'une campagne de dons pour sa restauration[64].

Dans le quartier de Frayol se trouvait l'église du Sacré-Cœur, construite à partir de 1929 sur les plans de Georges Curtelin, architecte lyonnais. Elle a été bénite le 23 mars 1930 par Mgr Étienne-Joseph Hurault, évêque de Viviers et achevée en 1956. Elle n'était plus utilisée par la paroisse depuis le milieu des années 1990 et avait été intégrée au Lycée professionnel Saint-André. L'établissement l'utilisait pour ses élèves. Ses volumes permettaient notamment d'en faire une salle de sport. L’édifice a fait l’objet d’une fiche sur l’Inventaire général du patrimoine culturel. Elle a été endommagée par le séisme du 11 novembre 2019. Construite après la loi de séparation de l’Eglise et de l’Etat de 1905, elle appartenait au diocèse de Viviers qui n’avait pas les moyens financiers de la restaurer. L'église a donc dû être démolie en août 2022.
Le temple protestant avait été établi dans une chapelle datant du XIVe siècle. L’édifice fait l’objet d’une fiche sur l’Inventaire général du patrimoine culturel. Désaffecté depuis 1993, le temple a été restauré et transformé en lieu culturel, la Caravane-monde, inauguré le 15 octobre 2021,.

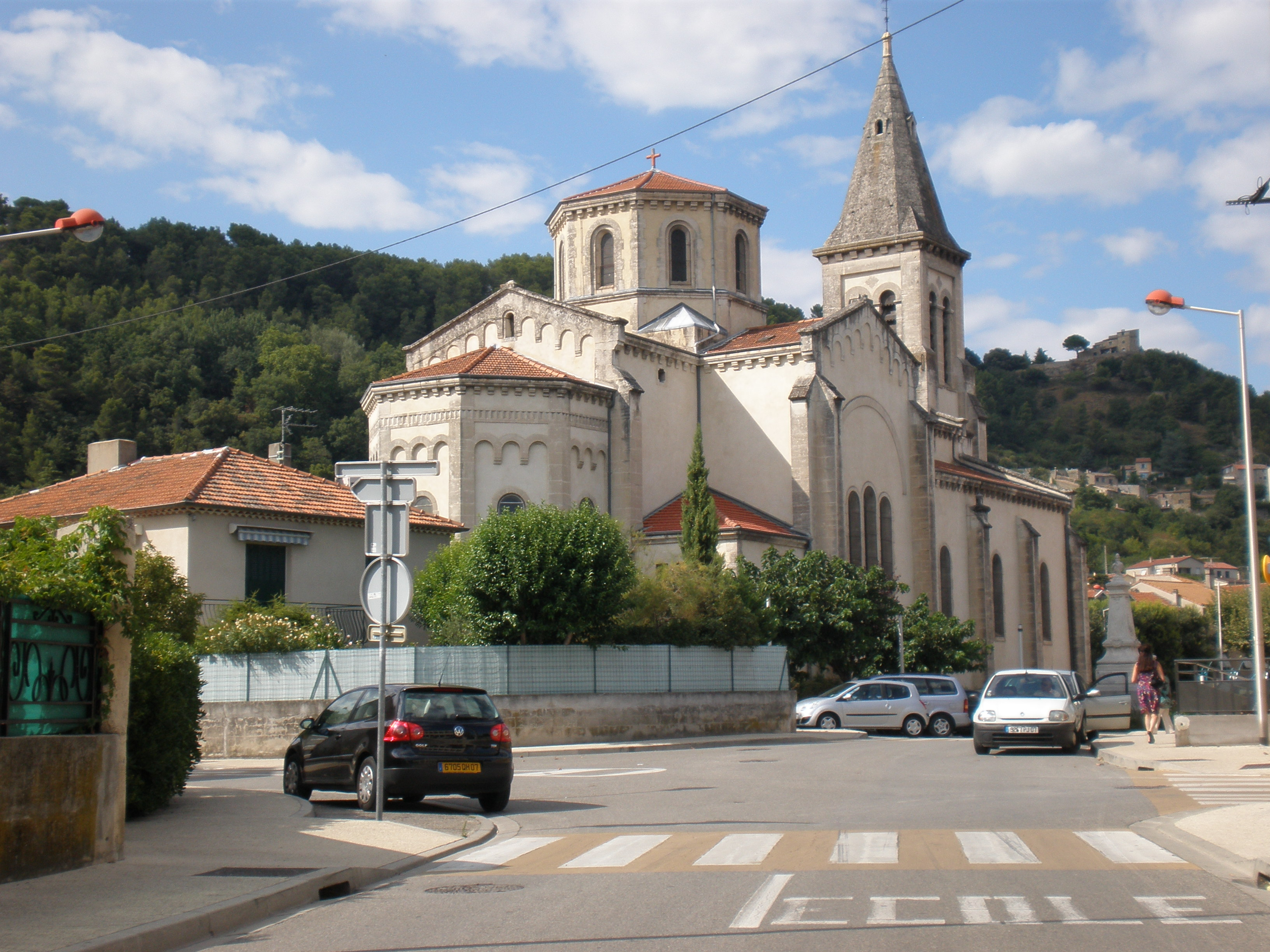
Église paroissiale Notre-Dame-de-l'Assomption.
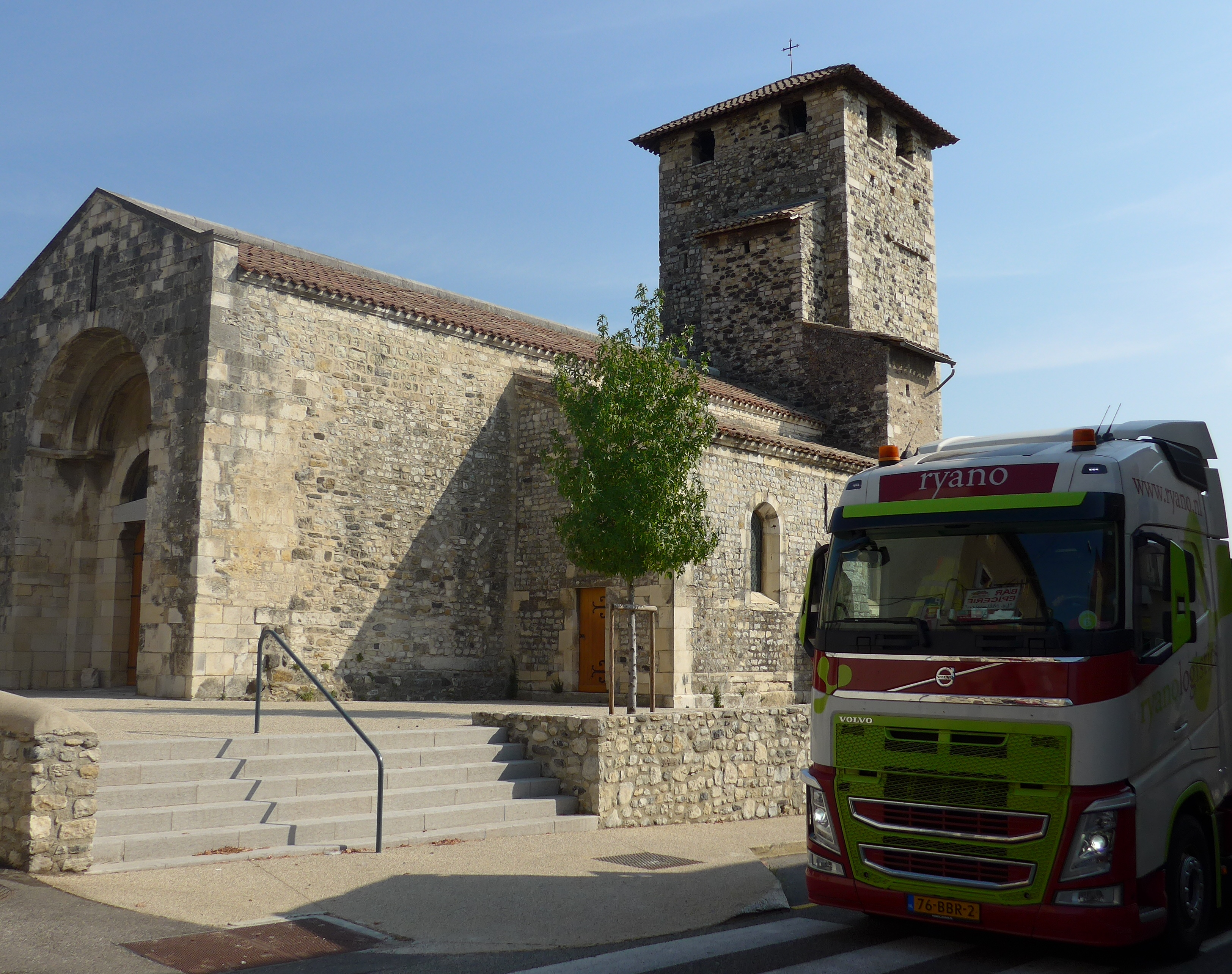
Église romane Saint-Étienne de Mélas.
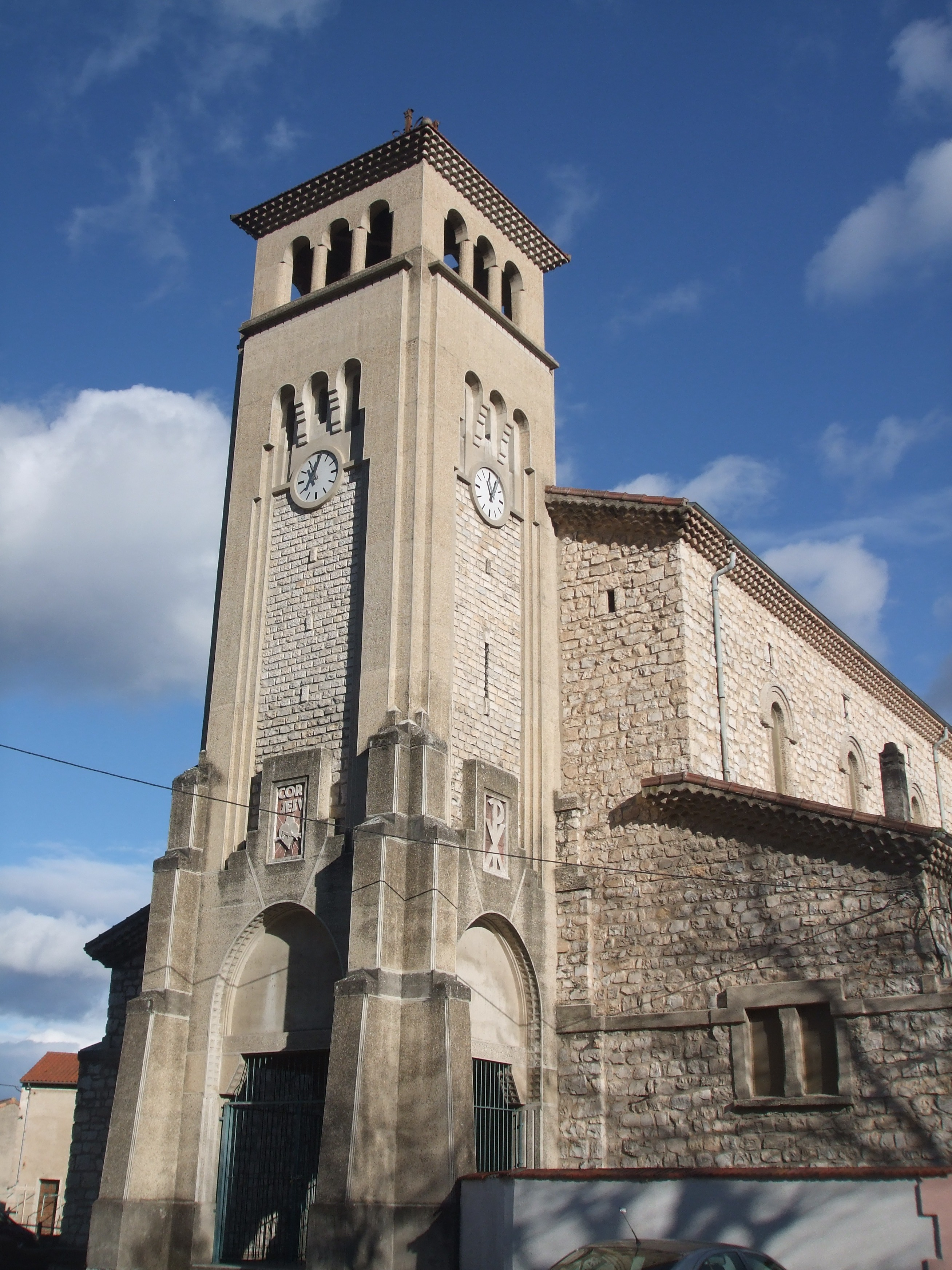
Église du Sacré-Cœur de Frayol, avant démolition.
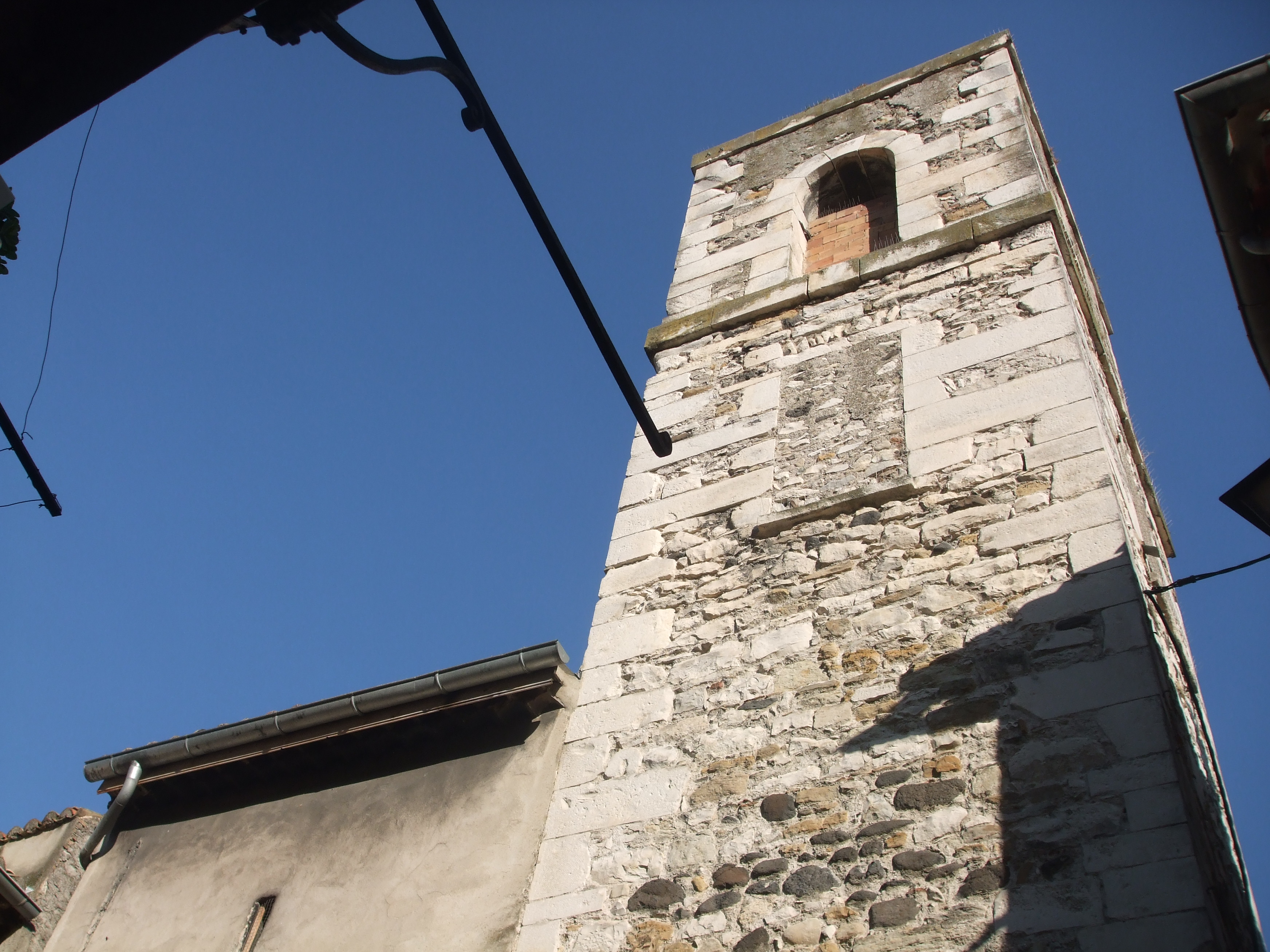
Ancien temple protestant du Teil.

### Personnalités liées à la commune

#### Arts
- Xavier Mallet, le peintre du « vrai »

Joseph-Xavier Mallet (21 janvier 1827, Le Teil - 25 octobre 1895, Montélimar), dit « Le peintre ordinaire du Rhône » dont la devise est « Le vrai avant toute chose, même s’il est choquant ou déplaisant ». Après quelques études primaires au Teil, son père (marinier de profession), l’envoya à Privas dans un collège où il poursuivit des études classiques et y révéla d’exceptionnelles dispositions pour le dessin et la peinture tout en acquérant un bon bagages littéraire.
En 1857, il rejoint Paris où il s’inscrivit à l’atelier de Charles Gleyre, peintre suisse et professeur aux Beaux-Arts.
Mais son domicile parisien ne l’empêche pas de prendre très souvent le chemin de la propriété familiale au Teil où il reste des mois entiers, s’imprégnant de la beauté locale, de la vie du fleuve et de l’aspect des montagnes ardéchoises. Celles-ci constituent des projets de tableaux magnifiques dont certains resteront un intéressant patrimoine,. C’est l’Angleterre qui détient les plus belles collections de Xavier Mallet.
Un lycée porte son nom ; il est issu de l'agrandissement du lycée d'enseignement professionnel Pierre-Bravay qui était situé au centre du Teil. La première pierre fut posée en février 1991 et le lycée fut inauguré le 26 février 1992.
Ce n’est que le 22 octobre que ce nouveau lycée, appelé jusqu’alors lycée polyvalent, fut baptisé lycée Xavier-Mallet, baptême qui a eu lieu quatre ans après son inauguration.

#### Politique
- Henri Pavin de Lafarge, Patron de l'entreprise Lafarge, conseiller général du canton de Viviers de 1927 à 1937 et sénateur de 1930 à 1945.
- Joseph Thibon (31 décembre 1888 à Chandolas, décédé le 4 mai 1972 au Teil), maire du Teil de 1944 à 1954.
- René Montérémal (23 octobre 1914 à Lamastre, décédé le 20 avril 2006 à Montélimar), maire du Teil de 1954 à 1965 et président du Mouvement de la Paix de 1954 à 1962.
- Paul Avon (2 mai 1912 au Teil, décédé le 31 mars 1976 à Montpellier), maire du Teil de 1965 à 1976 et conseiller général de 1949 à 1976.
- Étienne Bénistant (né le 15 septembre 1924 au Teil, décédé le 16 mai 2000 au Teil), conseiller municipal et premier adjoint de 1965 à 1976 puis maire de 1976 à 1983.
- Marcel Mazel (né le 28 novembre 1928 à Viviers) secrétaire fédéral du PCF en Ardèche de 1953 à 1974, suppléant d'Henri Chaze de 1962 à 1967 et 2e adjoint au maire de 1983 à 1989.
- Robert Chapuis (né le 7 mai 1933 à Paris) député de l'Ardèche de 1981 à 1988, maire du Teil de 1983 à 2001 et secrétaire d'État de 1988 à 1991.

#### Histoire
- Pierre du Teil : chevalier de la langue de Provence de l'ordre de Saint-Jean de Jérusalem. Commandeur, entre autres, de la commanderie de Jales avant de devenir grand commandeur de l'ordre en 1410 puis prieur de Toulouse à partir de 1412[73].
- Le général Breloque : Honoré Auguste Massol était un fervent républicain et joua un rôle de premier plan dans sa bonne ville du Teil pendant l'époque révolutionnaire. Engagé dans l'armée, il fut promu au grade d'adjudant général d'où son surnom de général. Général Breloque car la chaîne de sa montre était surchargée de tout un attirail de médailles et autres pendentifs. Il fut membre du Conseil de guerre à Lyon.
- Les frères Allignol : nés à la Rouvière, ils devinrent tous deux curés. Ils publièrent en 1839 un ouvrage qui fit grand bruit en France, et provoqua d'importants remous dans la hiérarchie catholique : De l’état actuel du clergé en France et en particulier des curés ruraux appelés Desservans[74]. Dans cet ouvrage, les frères Allignol s'élevaient contre la toute-puissance des évêques et autres princes de l'Église. L'abbé Vital Augustin, le cadet[Note 44] fut reçu au Vatican en 1840. Soutenus par Jean-Louis-Auguste Clavel dans sa revue Le Bien social, les deux frères se soumirent en avril 1845 à l'autorité ecclésiastique.
- Lucette Olivier : Résistante, blessée à mort dans la nuit du 13 au 14 juillet 1943 par des SS en patrouille. Elle distribuait avec des camarades des tracts du Parti communiste. Les communistes appelaient à célébrer la fête nationale du 14 juillet 1943 par la grève et par des manifestations contre les « occupants » et les « fantoches de Vichy ». La médaille de la Résistance fut décernée à Lucette Olivier à titre posthume en 1948.

#### Littérature et historiens
- André Hébrard (Le Teil 1932-1997), historien local : pour son livre Histoire Du Teil qui a reçu le Grand Prix de la ville du Teil en 1987.
- Fernand Etienne : entre l'art et l'histoire du Teil se trouve Fernand Étienne. L'auteur des célèbres « brindilles teilloises » du Dauphiné libéré narrait la vie de la commune. « Le Brindille », comme on le surnommait, habitait le quartier de « la Violette » et ses articles participaient entre autres à l'entretien de la mémoire d'une cité industrielle qui a vu petit à petit fermer ses fleurons.